# Aggtelek (Hungria)
Aggtelek é um município da Hungria, situado no condado de Borsod-Abaúj-Zemplén. Tem 43,82 km² de área e sua população em 2015 foi estimada em 557 habitantes.